# Золта

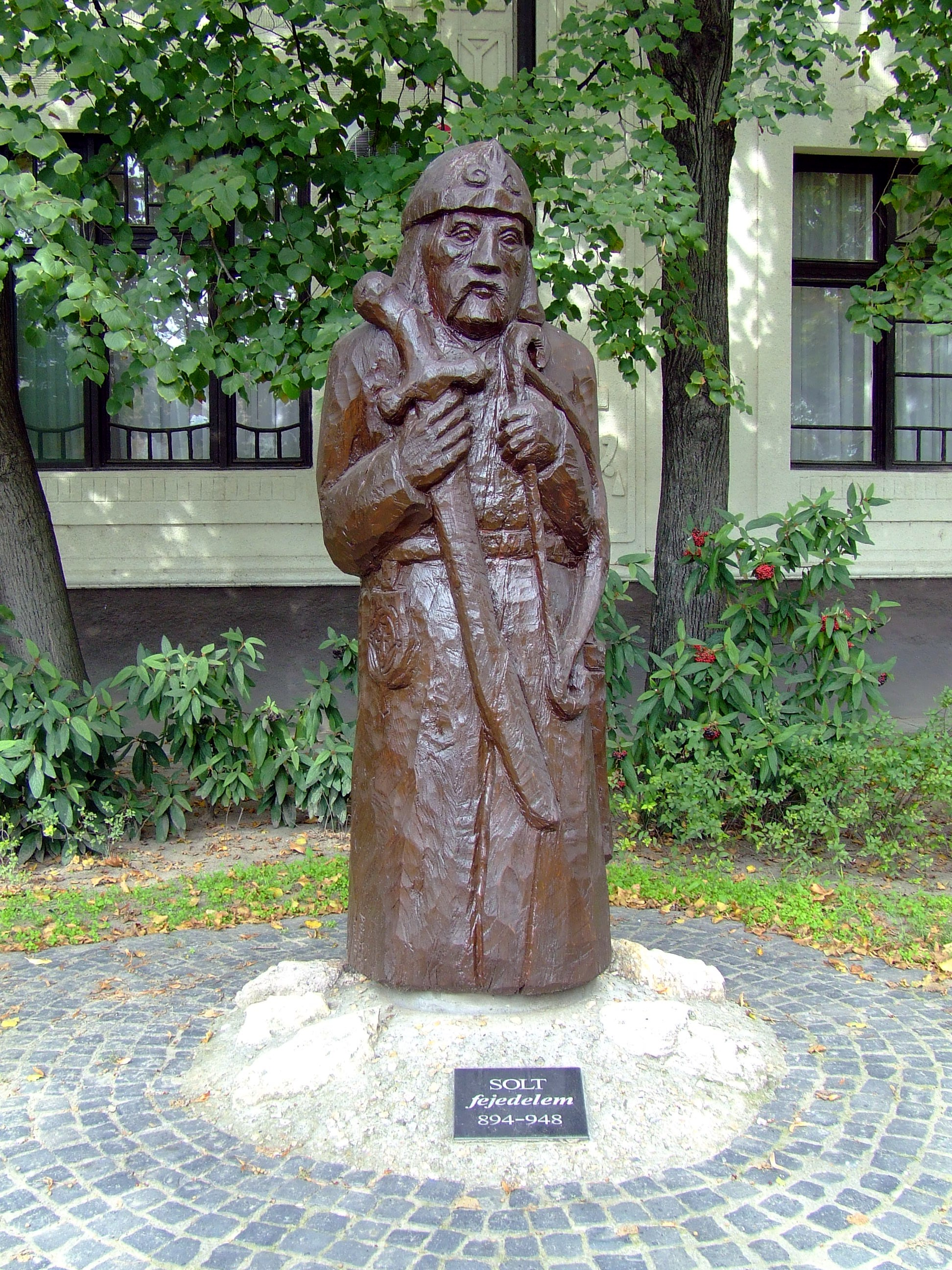
Сучасна скульптура. Зазначена на пам'ятнику дата народження, 894

Золта (Жольт, Шолт, Зольта, Зулта, Залтас, Золтан; бл. 896—948/949) — правитель угорців (907—946/947). Молодший син вождя Арпада. Успадкував княжий титул (надьфейєделем) після смерті батька, але в 946/947 році з невідомих причин зрікся влади. Таким чином, Золта мав титул правителя угорців більшу частину свого життя.